# Comtat de Prince George
|  | Aquest article tracta sobre el comtat de Virgínia. Si cerqueu el comtat de Maryland, vegeu «Comtat de Prince George's». |

Prince George és un comtat a la Commonwealth de Virgínia. D'acord al cens del 2020 tenia una població de 43.010 habitants. La seu de comtat és a Prince George. El comtat de Prince George és a la regió del Greater Richmond de l'estat nord-americà de Virgínia.

## Història

L'escut del comtat de Prince George fou adoptat el 1976.

A prop dels actuals ponts, en aquesta secció només d'aigua del comtat al riu Appomattox va ser el lloc d'un accident mortal d'autobús en un pont llevadís el 22 de desembre de 1935; on moriren tretze persones.

## Geografia

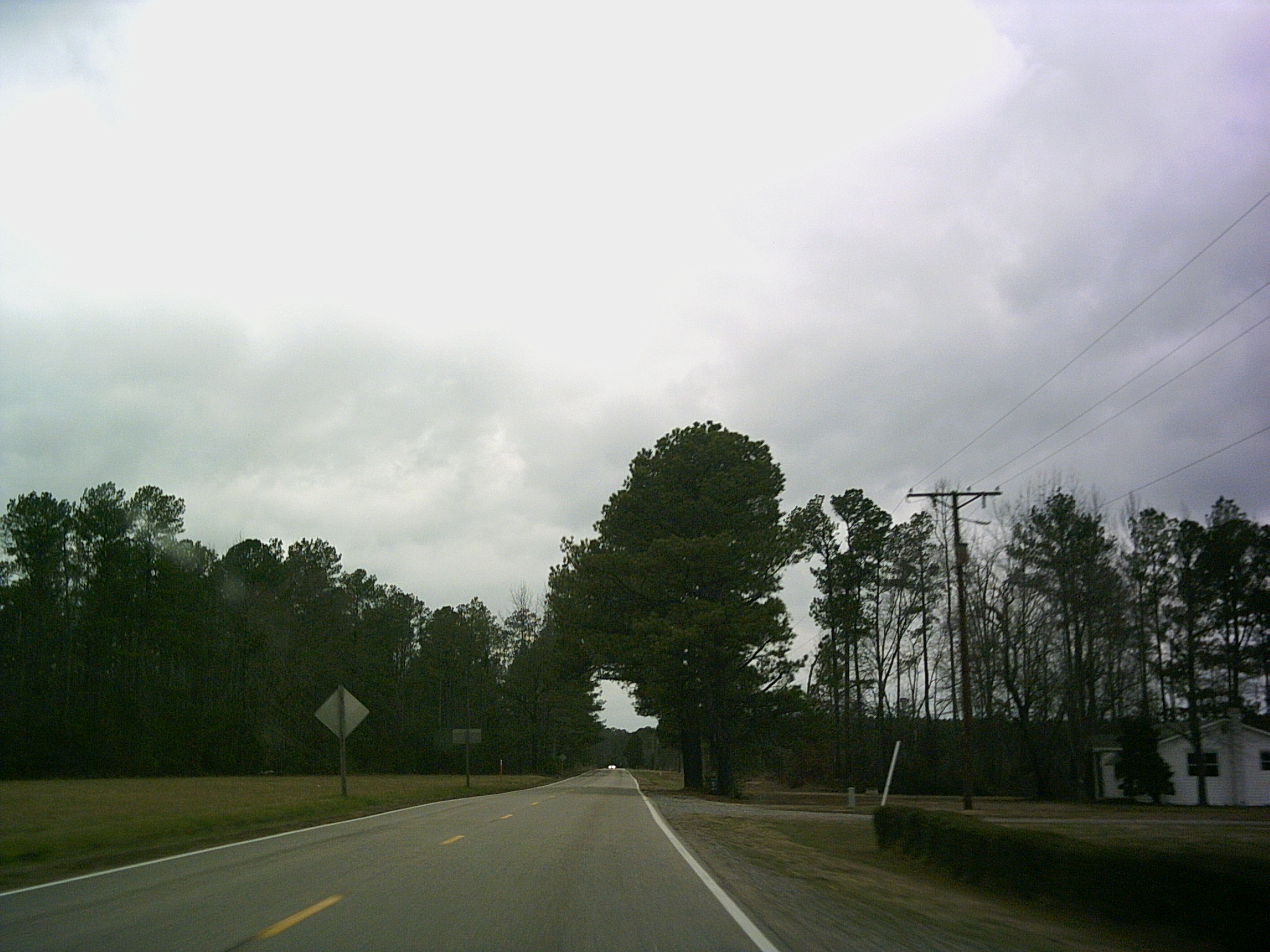
Paisatge rural al llarg de la ruta nord-americana 301 al comtat de Prince George

Segons l'Oficina del Cens el comtat té una superfície de 282 milles quadrades (730 km2), de les quals 265 milles quadrades (690 km2)  son terra ferma i 17 milles quadrades (44 km2), un 5,9%, son cobertes per les aigües.

### Comtats i ciutats independents adjacents
- Petersburg (Virgínia) - ciutat independent, nord-oest
- Comtat de Chesterfield - nord-oest
- Hopewell - ciutat independent, al nord-oest
- Colonial Heights : ciutat independent, al nord-oest
- Comtat de Charles City - nord
- Comtat de Surry - est
- Comtat de Sussex - sud
- Comtat de Dinwiddie - oest

### Entitats de població
Avui dia no hi ha cap localitat incorporada al comtat de Prince George. Entre els towns i comunitats no incorporades al comtat hi consten:
Llocs designats pel cens
- Disputanta
- Fort Gregg-Adams (base militar)
- Prince George
- Templeton

Altres comunitats no incorporades
- Burrowsville
- Carson
- Garysville
- Jordan Point
- Kingwood[5]
- New Bohemia
- Newville

## Demografia

### Cens del 2020
| Raça / ètnia                            | Pob. 2010 | Pob. 2020 | % 2010  | % 2020  |
| --------------------------------------- | --------- | --------- | ------- | ------- |
| Blanc (NH)                              | 20.822    | 22.662    | 58,28%  | 52,69%  |
| Només negre o afroamericà (NH)          | 11.150    | 12.694    | 31,21%  | 29,51%  |
| Nadiu americà o natiu d'Alaska sol (NH) | 184       | 221       | 0,52%   | 0,51%   |
| Asiàtic (NH)                            | 520       | 822       | 1,46%   | 1,91%   |
| Illenc del Pacífic (NH)                 | 100       | 141       | 0,28%   | 0,33%   |
| Una altra raça (NH)                     | 61        | 191       | 0,17%   | 0,44%   |
| Raça mixta/multi-racial (NH)            | 830       | 1.935     | 2,32%   | 4,50%   |
| Hispà o llatí (qualsevol raça)          | 2.058     | 4.344     | 5,76%   | 10,10%  |
| Total                                   | 35.725    | 43.010    | 100,00% | 100,00% |

Nota: El cens té els seus criteris de raça i etnicitat. El cens dels EUA tracta els hispans/llatins com una categoria ètnica. Aquesta taula exclou els llatins de les categories racials i els assigna a una categoria separada. Els hispans/llatins també poden ser de qualsevol de les altres races.

### Cens del 2010
Segons el cens del 2010, hi havia 35.725 persones, 10.159 llars i 8.096 famílies, derivant-se una densitat de 48 habitants/km2 (124 habitants per milla quadrada). Hi havia 10.726 habitatges amb densitat mitjana de 40 hab./km2 (15 habitatges per milla quadrada). El perfil racial del comtat era d'un 60,93% de blancs, 32,54% de negres o afroamericans, un 0,42% de nadius americans, 1,73% d'asiàtics un 0,15% d'illencs del Pacífic, un 2,19% d'altres races i un 2,03% de dues o més races. El 4,92% de la població era hispana o llatina de qualsevol raça. L'1 de juliol de 2019 l'Oficina del Cens estimava que al comtat hi vivien 38.353 persones.
Dels 10.159 habitatges en un 41,90% hi vivien menors de 18 anys, en un 63,50% hi vivien parelles casades, en un 12,20% dones solteres i un 20,30% no eren ocupats per famílies. En el 17,20% dels habitatges hi vivien persones soles, el 5,80% de les quals eren persones de 65 anys o més que vivien soles. A cada habitatge de mitjana hi vivien 2,76, i, pel que fa a les famílies aquesta ascendia a 3,11.
Pel que fa a les franges etàries, la població es repartia de la següent manera: un 25,10% tenia menys de 18 anys, un 13,60% entre 18 i 24, un 33,30% entre 25 i 44, un 20,80% entre 45 i 60 i un 7,30% 65 anys o més. La mitjana d'edat era de 32 anys. Per cada 100 dones, hi havia 117,00 homes. Per cada 100 dones de 18 o més anys hi havia 120,90 homes.
La renda mediana d'una llar del comtat era de 49.877 $ i la renda mediana d'una família de 53.750 $. Els homes tenien una renda mediana de 37.363 $ mentre que la de les dones era de 26.347 $. La renda per capita del comtat era de 20.196 $. Al voltant del 6,50% de les famílies i el 8,00% de la població estaven per davall del llindar de pobresa, incloent l'11,40% dels menors de 18 anys i el 8,30% dels 65 o més.

## Economia
Segons informe financer finalitzat el 30 de juny de 2023, els principals ocupadors del comtat eren:
| Posició | Ocupador                                                           | Núm. d'empleats |
| ------- | ------------------------------------------------------------------ | --------------- |
| 1       | Departament de Defensa dels Estats Units                           | Més de 1.000    |
| 2       | Escoles públiques del comtat de Prince George                      | 500-999         |
| 3       | Perdue Products / Perdue Farms Inc. .                              | 500–999         |
| 4       | Delhaize America Distribution, LLC / Food Lion Distribution Center | 250-499         |
| 5       | Departament de Justícia / Centre Nacional de Finances              | 250–499         |
| 6       | Cunningham Food Services LLC                                       | 250–499         |
| 7       | Standard Motor Products Inc.                                       | 250–499         |
| 8       | Comtat de Prince George                                            | 250–499         |
| 9       | Service Center Metals                                              | 250–499         |
| 10      | Divisió de fons no apropiats de l'exèrcit dels EUA / Fort AP Hill  | 250-499         |

Goya Foods té les seves oficines a Virgínia al sud de Prince George (CDP) .

## Política i serveis públics
Al principi el comtat exhibí un cert decantament cap al Partit Demòcrata en les eleccions presidencial, però a acabat el darrer mandat de Dwight Eisenhower el comtat virà cap a un comportament electoral de marcada, ascendent i constant tendència republicana fins a les eleccions del 2020.

### Educació
La divisió escolar és el districte escolar de les escoles públiques del comtat de Prince George.
Escoles de secundària
- Prince George High School 10-12
- NB Clements Jr. High 8–9
- JEJ Moore Middle School 6–7

Escoles de primària
- DA Harrison Elementary School K–5
- Escola primària LL Beazley K-5
- Middle Road Elementary School K-5
- Escola primària del Nord K-5
- South Elementary School K-5

El Comtat de Prince George és atès principalment pel Departament de Policia del Comtat de Prince George i l'Oficina del Sheriff del Comtat de Prince George. La responsabilitat del departament de policia és l'aplicació de les lleis de la Commonwealth i les ordenances locals. La responsabilitat principal de l'Oficina del Sheriff és la seguretat dels jutjats i el servei dels documents judicials (penals i civils). L'Oficina del Xèrif també ajuda el departament de policia en l'aplicació de les lleis de la Commonwealth de manera subsidiària.

### Institucions penitenciàries
La presó regional de Riverside es troba al comtat al sud del riu Appomattox. Dona servei a set localitats membres. Està supervisat per la Junta de l'Autoritat de la presó regional de Riverside.
A més, la Institució Correccional Federal de Petersburg és a l'oest de la presó regional, més propera al riu Appomattox quan gira cap al sud. Aquest complex per a reclusos masculins, situat a l'oest de la ciutat independent de Hopewell, consta tant d'una instal·lació de baixa seguretat, amb 1.111 reclusos; 293 al campament satèl·lit de seguretat mínima adjacent; i 1.595 a la instal·lació de seguretat mitjana associada. Tots estan gestionats pel Bureau of Prisons (BOP).